# Нукшоара-де-Сус
Нукшоара-де-Сус (рум. Nucșoara de Sus) — село у повіті Прахова в Румунії. Входить до складу комуни Посешть.
Село розташоване на відстані 94 км на північ від Бухареста, 39 км на північ від Плоєшті, 57 км на південний схід від Брашова.

## Населення
За даними перепису населення 2002 року у селі проживали 755 осіб, з них 753 особи (99,7%) румунів. Усі жителі села рідною мовою назвали румунську.